# Talmej Bilu
Talmej Bilu (hebrejsky תַּלְמֵי בִּיל"וּ‎, doslova „Brázdy [hnutí] Bilu“, v oficiálním přepisu do angličtiny Talme Bilu, přepisováno též Talmei Bilu) je vesnice typu mošav v Izraeli, v Jižním distriktu, v Oblastní radě Merchavim.

## Geografie
Leží v nadmořské výšce 180 metrů na severozápadním okraji pouště Negev; v oblasti která byla od 2. poloviny 20. století intenzivně zúrodňována a zavlažována a ztratila částečně charakter pouštní krajiny. Jde o zemědělsky obdělávaný pás navazující na pobřežní nížinu. Severozápadně od vesnice začíná vádí Nachal Zru'a. Jihovýchodně od mošavu protéká Nachal Ziv.
Obec se nachází 22 kilometrů od břehu Středozemního moře, cca 72 kilometrů jihojihozápadně od centra Tel Avivu, cca 67 kilometrů jihozápadně od historického jádra Jeruzalému a 25 kilometrů severozápadně od města Beerševa. Nachází se nedaleko od severovýchodního okraje města Netivot. Talmej Bilu obývají Židé, přičemž osídlení v tomto regionu je etnicky převážně židovské.
Talmej Bilu je na dopravní síť napojen pomocí lokální silnice 293.

## Dějiny
Talmej Bilu byl založen v roce 1953. Podle jiného zdroje byla obec zřízena už roku 1952. Zakladateli byli Židé z Rumunska a Íránu. Původní rumunští osadníci zde ale již dnes nepobývají. Mošav je pojmenován podle organizace Bilu, jejíž 70. výročí vzniku se připomínalo v roce 1952.
Místní ekonomika je založena na zemědělství, kterým se živí cca 70 % obyvatel (pěstování květin, ovoce a zeleniny, chov drůbeže). Existuje zde 79 rodinných farem. Další část obyvatelstva za prací dojíždí mimo mošav. V obci je k dispozici obchod se smíšeným zbožím, synagoga, mikve, sportovní areály, mateřská škola a společenské centrum. Správní území vesnice měří 5 500 dunamů (5,5 kilometrů čtverečních). Vesnice prošla stavební expanzí. Soukromým uchazečům se zde nabízelo 70 stavebních parcel, z nichž 30 už bylo zastavěno rodinným domem.

## Demografie
Obyvatelstvo mošavu je smíšené, tedy sestávající ze sekulárních i nábožensky orientovaných lidí. Podle údajů z roku 2014 tvořili naprostou většinu obyvatel v Talmej Bilu Židé (včetně statistické kategorie "ostatní", která zahrnuje nearabské obyvatele židovského původu ale bez formální příslušnosti k židovskému náboženství).
Jde o menší obec vesnického typu s dlouhodobě rostoucí populací. K 31. prosinci 2014 zde žilo 439 lidí. Během roku 2014 populace stoupla o 10,6 %.
| Rok            | 1961 | 1972 | 1983 | 1995 | 2001 | 2003 | 2004 | 2005 | 2006 | 2007 | 2008 | 2009 | 2010 | 2011 | 2012 | 2013 | 2014 |
| -------------- | ---- | ---- | ---- | ---- | ---- | ---- | ---- | ---- | ---- | ---- | ---- | ---- | ---- | ---- | ---- | ---- | ---- |
| Počet obyvatel | 268  | 291  | 317  | 266  | 296  | 318  | 323  | 323  | 332  | 334  | 340  | 378  | 380  | 395  | 385  | 397  | 439  |